# Lorandersonia
 Lorandersonia  Urbatsch, R.P.Roberts & Neubig, 2005 è un genere di piante angiosperme dicotiledoni della famiglia delle Asteraceae, sottofamiglia Asteroideae, tribù Astereae (North American lineage) e sottotribù Solidagininae.

## Etimologia
Il nome del genere è stato dato in onore di Loran Crittenden Anderson (1936 -) professore di scienze biologiche presso la "Florida State University, Tallahassee".
Il nome scientifico del genere è stato definito dai botanici Lowell Edward Urbatsch (1942-), Roland P. Roberts e Kurt M. Neubig nella pubblicazione " Sida; Contributions to Botany. Dallas; Fort Worth, TX" ( Sida 21(3): 1618 ) del 2005.

## Descrizione

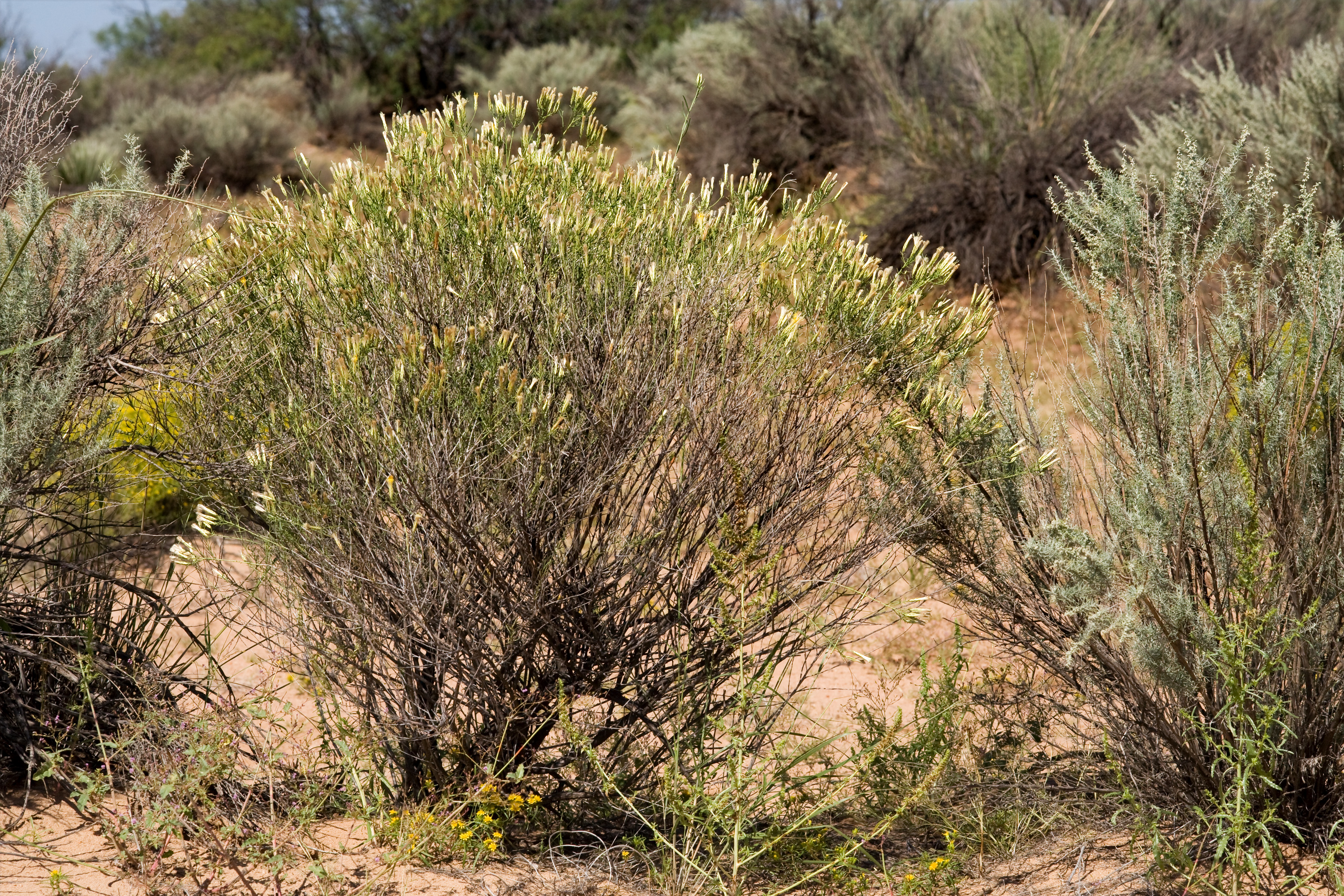
Il portamento
Lorandersonia pulchella

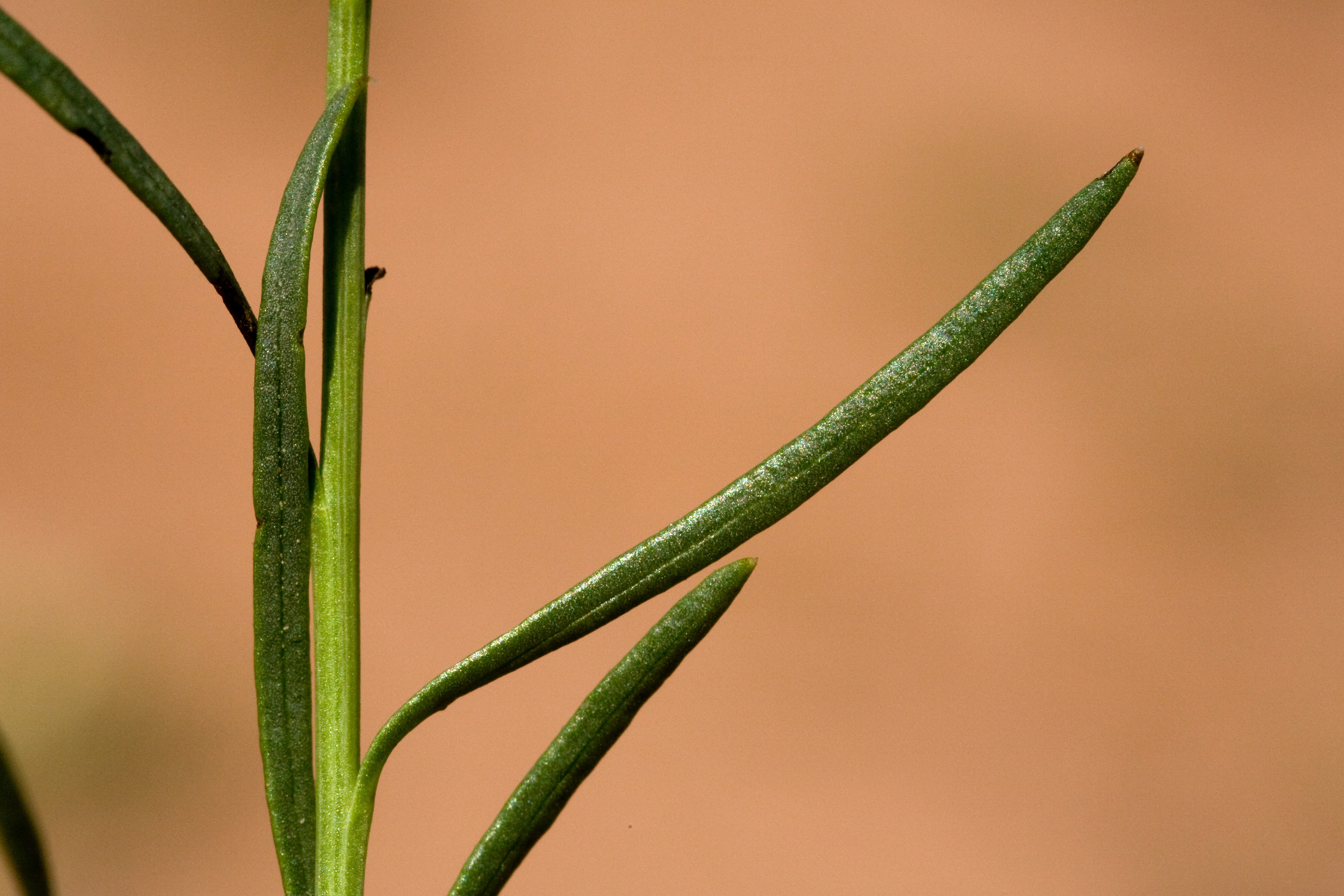
Le foglie
Lorandersonia pulchella

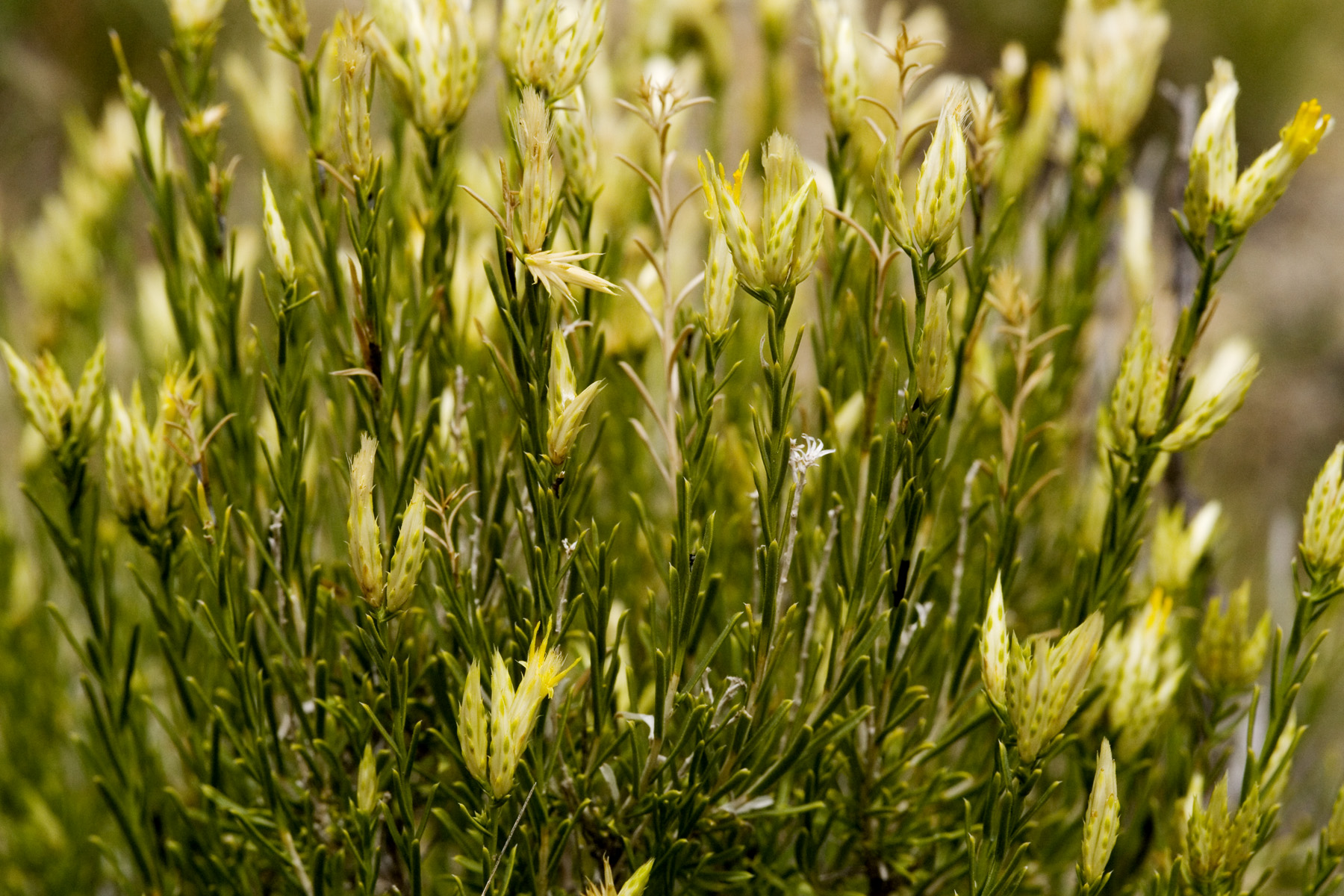
Infiorescenza
Lorandersonia baileyi

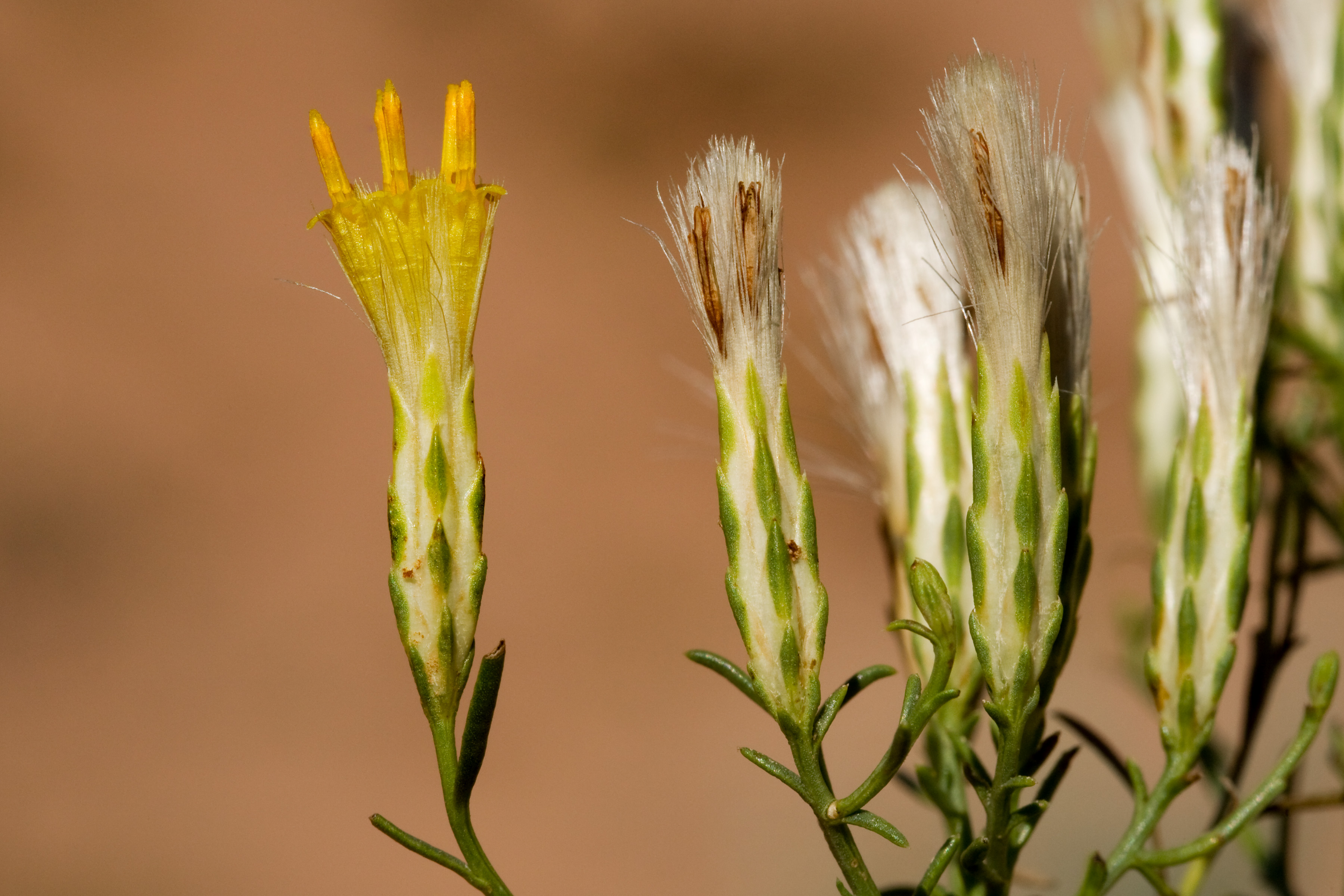
I fiori
Lorandersonia pulchella

Portamento. Le specie di questo genere hanno un habitus di tipo suffrutescente o arbustivo.
Fusto. La parte aerea è eretta o ascendente, semplice o ramosa (spesso ramificate in modo intricato). La superficie dei ramoscelli è verdastra, da glabra a scabrosa, spesso resinosa o punteggiata. Altezza massima: 3,5 metri.
Foglie. Le foglie, per lo più sempreverdi, sono cauline, spesso fitte e appressate o ascendenti; sono disposte in modo alternato e sessile. La lamina è semplice con forme laminari, da lineari a oblunghe o da lanceolate a strettamente oblanceolate con apici acuti. I margini sono interi o orlati di tricomi. La superficie può variare da glabra a scabrosa, talvolta punteggiata, spesso più o meno ricoperta di resina. Dimensioni medie delle foglie: 4 - 75 x 0,5 - 8 mm.
Infiorescenza. Le sinflorescenze sono composte da diversi capolini raccolti in formazioni corimbose o racemose. Le infiorescenze vere e proprie sono composte da un capolino terminale lungamente peduncolato di tipo radiato o discoide. I capolini sono formati da un involucro, con forme da cilindriche a obconiche o emisferiche, composto da 13 - 30 brattee, al cui interno un ricettacolo fa da base ai fiori di due tipi: fiori del raggio e fiori del disco. Le brattee, con forme da ovate a oblunghe o lanceolate a oblanceolate, con apici acuti, acuminati, cuspidati, ottusi, eretti o leggermente allargati, spesso resinosi e a consistenza erbacea o cartacea, sono disposte in modo più o meno embricato e fortemente scalato su 3 - 6 serie. Il ricettacolo bucherellato è privo di pagliette a protezione alla base dei fiori (talvolta recanti scaglie o sporgenze); la forma è convessa. Dimensione degli involucri: 4 - 15 X 1,5 - 6 mm. Dimensione delle brattee: 0,5 - 7 x 0,5 - 1,3 mm.
Fiori.  I fiori sono tetra-ciclici (formati cioè da 4 verticilli: calice – corolla – androceo – gineceo) e pentameri (calice e corolla formati da 5 elementi). Si distinguono in:
- fiori del raggio (esterni): da 6 a 20 per capolino, sono femminili e sono disposti su una sola serie; la forma è ligulata (zigomorfa);
- fiori del disco (centrali): sono più numerosi (da 4 a 63) con forme brevemente tubulose (attinomorfe); sono ermafroditi o (raramente) funzionalmente maschili.

- Formula fiorale:

*/x K {\displaystyle \infty }, [C (5), A (5)], G 2 (infero), achenio
- Calice: i sepali del calice sono ridotti ad una coroncina di squame.

- Corolla:

- fiori del raggio: la forma della corolla alla base è più o meno tubulosa, mentre all'apice è ligulata; la ligula può terminare con alcuni denti; le ligule hanno delle forme da ellittiche a obovate (dimensioni: 3,5 - 5 x ±1 mm); il colore è giallo (pallido o scuro);
- fiori del disco: la forma è imbutiforme-tubulare bruscamente divaricata in 5 lobi; i lobi, da eretti a divaricati o rilassati (dimensione: 0,5 - 2,2 mm), hanno una forma da triangolare a lanceolata; il colore è giallo o giallo-forte.

- Androceo: l'androceo è formato da 5 stami sorretti da filamenti generalmente liberi; gli stami sono connati e formano un manicotto circondante lo stilo; le teche (produttrici del polline) alla base sono troncate e sono lievemente auricolate (molto raramente sono speronate o hanno una coda); le appendici apicali delle antere hanno delle forme piatte e lanceolate; il tessuto endoteciale (rivestimento interno dell'antera) è quasi sempre polarizzato (con due superfici distinte: una verso l'esterno e una verso l'interno). Il polline è sferico con un diametro medio di circa 25 micron;  è tricolporato (con tre aperture sia di tipo a fessura che tipo isodiametrica o poro) ed è echinato (con punte sporgenti).[10][13]

- Gineceo: l'ovario è infero uniloculare formato da 2 carpelli.[6] Lo stilo (il recettore del polline) è profondamente bifido (con due stigmi divergenti, brevi o lunghi a seconda della specie) e con le linee stigmatiche marginali separate.[14] I due bracci dello stilo sono lanceolati o da attenuati a subulati.

Frutti. I frutti sono degli acheni con pappo; 
- achenio: gli acheni (da marrone chiaro a brunastro), prismatici con forme da oblunghe a obconiche (dimensioni: 1,5 - 7 mm), con superficie da glabra a densamente pubescente, sono provvisti di 4 - 12 coste;
- pappo: il pappo (biancastro-marrone chiaro) è formato da una serie di 20 - 80 setole barbate (o clavate) lunghe 3 - 12 mm.

## Biologia
Impollinazione: l'impollinazione avviene tramite insetti (impollinazione entomogama tramite farfalle diurne e notturne).

Riproduzione: la fecondazione avviene fondamentalmente tramite l'impollinazione dei fiori (vedi sopra).

Dispersione: i semi (gli acheni) cadendo a terra sono successivamente dispersi soprattutto da insetti tipo formiche (disseminazione mirmecoria). In questo tipo di piante avviene anche un altro tipo di dispersione: zoocoria. Infatti gli uncini delle brattee dell'involucro (se presenti) si agganciano ai peli degli animali di passaggio disperdendo così anche su lunghe distanze i semi della pianta. Inoltre per merito del pappo il vento può trasportare i semi anche a distanza di alcuni chilometri (disseminazione anemocora).

## Distribuzione e habitat
Le specie di questo genere sono distribuite in U.S.A. centro-meridionali e Messico.

## Sistematica
La famiglia di appartenenza di questa voce (Asteraceae o Compositae, nomen conservandum) probabilmente originaria del Sud America, è la più numerosa del mondo vegetale, comprende oltre 23.000 specie distribuite su 1.535 generi, oppure 22.750 specie e 1.530 generi secondo altre fonti (una delle checklist più aggiornata elenca fino a 1.679 generi). La famiglia attualmente (2021) è divisa in 16 sottofamiglie; la sottofamiglia Asteroideae è una di queste e rappresenta l'evoluzione più recente di tutta la famiglia.

### Filogenesi
La tribù Astereae (una delle 21 tribù della sottofamiglia Asteroideae) comprende circa 40 sottotribù. In base alle ultime ricerche nella tribù sono stati individuati (provvisoriamente) 5 principali lignaggi:
- Basal grade: include alcuni generi isolati, il gruppo "South American-Oceania",  alcune sottotribù africane e il gruppo dei generi legnosi del Madagascar.
- Bellis lineage: comprende le sottotribù eurasiatiche e una sottotribù africana.
- Aster lineage: include i generi asiatici di Asterinae e i principali gruppi dell'Australia e dell'Oceania.
- Baccharis lineage: include alcuni gruppi sudamericani.
- North American lineage: include la vasta gamma di sottotribù del Nordamerica, Messico e alcuni gruppi distribuiti nel Sudamerica.

Il genere  Lorandersonia  (insieme alla sottotribù Solidagininae ) è incluso nel lignaggio "North American lineage". La sottotribù attualmente è divisa in 6 gruppi informali. Il genere di questa voce appartiene al "Stenotus group". Studi filogenetici supportano la monofilia di questo taxon costituito da specie precedentemente in Chrysothamnus'' e Tonestus.
I caratteri distintivi del genere sono:
- il portamento è arbustivo con fusti fogliosi e caudici legnosi;
- le foglie sono ascendenti (parallele al gambo) con forme da laminari a strettamente oblanceolate;
- i capolini possono formare delle strutture di grappoli corimbiformi compatti;
- le brattee sono in 3-6 serie, fortemente scalate e a consistenza cartacea.

Il numero cromosomico delle specie di questo genere è: 2n = 18.

### Elenco delle specie
Questo genere ha 6 specie:
- Lorandersonia baileyi (Wooton & Standl.) Urbatsch, R.P.Roberts & Neubig
- Lorandersonia linifolia  (Greene) Urbatsch, R.P.Roberts & Neubig
- Lorandersonia microcephala  (Cronquist) Urbatsch, R.P.Roberts & Neubig
- Lorandersonia pulchella  (A.Gray) Urbatsch, R.P.Roberts & Neubig
- Lorandersonia salicina  (S.F.Blake) Urbatsch, R.P.Roberts & Neubig
- Lorandersonia spathulata  (L.C.Anderson) Urbatsch, R.P.Roberts & Neubig